# 프라하 창밖 투척사건

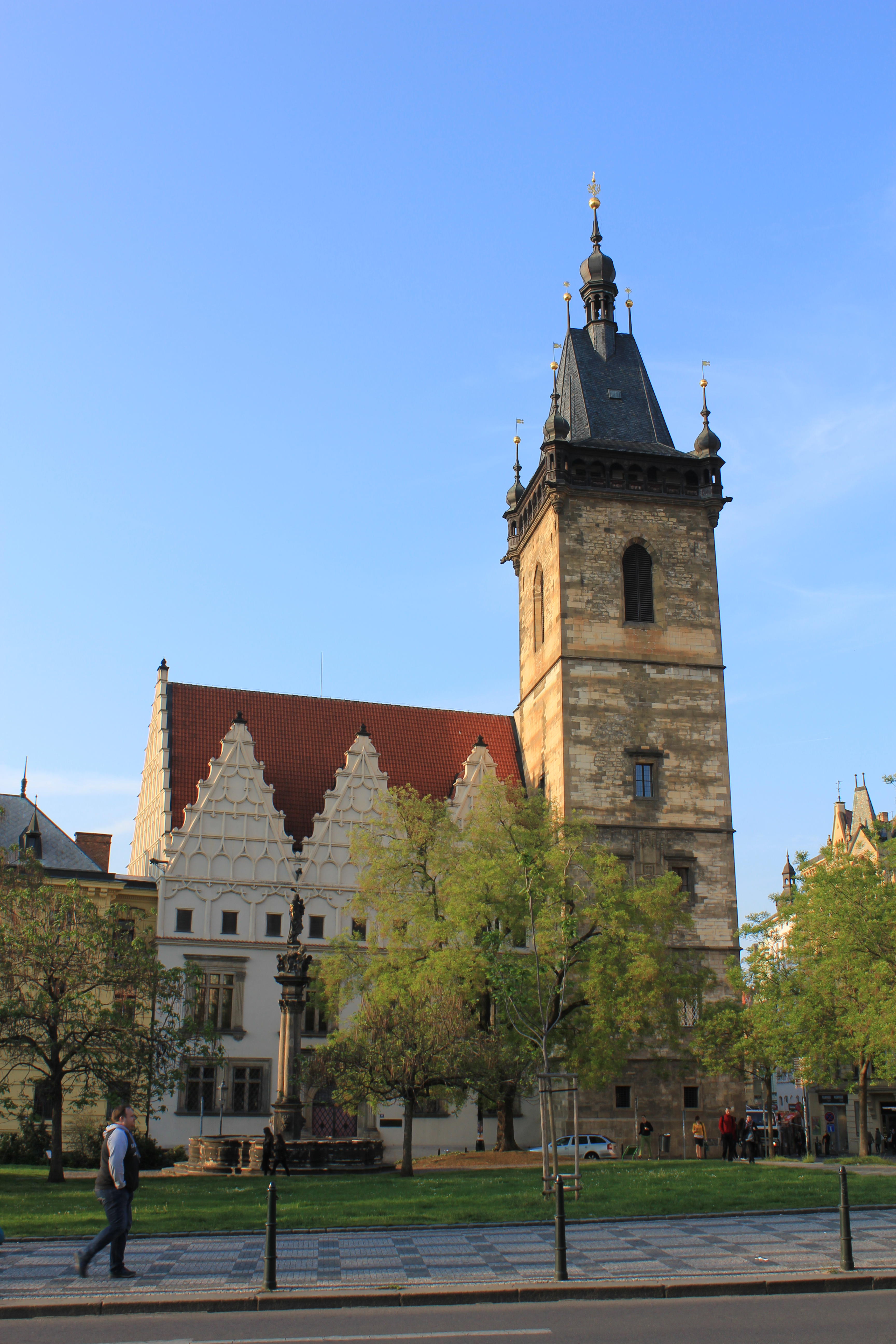
제1차 투척사건의 현장이었던 신시청사.

프라하 창밖 투척사건(체코어: Pražská defenestrace 프라슈카 데페네스타르세[*], 독일어: Prager Fenstersturz 프라거 펜스터슈투르츠[*], 라틴어: Defenestratio Pragensis 데페네스트라티오 프라겐시스[*])은 프라하에서 일어난 종교 분쟁으로 일어난 두 번의 사건으로, 체코의 종교개혁자인 얀 후스를 따르던 후스주의자들이 동료 후스주의자들의 석방을 요구하는 시위를 벌이다가 이를 거절하는 시의회 의원들을 시청사 건물 창밖으로 던져버린 사건들을 말한다. 이를 계기로 ‘창밖 투척’이라는 당시의 행위를 한 단어로 설명하기 위해 ‘de-‘ 접두사를 붙여 새로운 단어가 만들어졌다. 이 사건들은 각각 1419년과 1618년에 발생했으며, 각각 후스파 전쟁, 30년 전쟁을 촉발시키는 계기가 되었다.

## 제1차 투척사건
제1차 프라하 창밖 투척사건은 1419년 7월 30일, 프라하의 후스파 군중이 시 평의원 7명을 던져 죽인 사건이다.
프라하 눈의 성모교회 소속의 후스파 사제였던 얀 젤립스키가 주도한 후스파 군중들은 신시청사로 몰려가 후스파 수감자들의 석방을 요구했다. 시청 측은 이를 거부했다. 후스파 군중이 행진하던 와중 시청 창문에서 누가 돌을 던졌고, 젤립스키가 그 돌에 맞았다. 그러자 격분한 군중들이 시청 건물 안으로 쏟아져 들어갔고, 판사와 시장을 비롯한 시 평의원 7명을 창문으로 집어던졌다. 투척당한 7명은 모두 추락사했다.
이 소식을 들은 보헤미아 국왕 바츨라프 4세는 충격을 받아 쓰러져 얼마 뒤 죽었다.
후스를 따르던 후스주의자들은 1420년 프라하에 모여 4개항으로된 프라하 4개 조항이라는 프로그램을 제시하였는데 이는 다음과 같다.
- 첫째. 영성체를 할 적에 신부와 일반 신도가 동등하게 예수의 성체와 보혈을 뜻하는 빵과 포도주를 먹을 것.
- 둘째. 하나님의 말씀에 대한 자유로운 설교의 권리를 가질 것.
- 셋째. 교회 소유 재산을 몰수하고 교회의 세속 정치에 대한 영향력을 배제할 것.
- 넷째. 성직자든 일반인이든 용서받지 못할 죄에는 엄중히 처벌할 것.

후스주의자들은 이 개혁 프로그램을 체코 땅에서 뿐만 아니라 유럽에 확산하려 하였으나 실패하였지만 이들의 개혁정신은 마르틴 루터에게 이어진다.
제1차 투척사건은 후스파와 가톨릭 교회 사이의 대화 시도가 결렬되고 후스 전쟁이 촉발되는 계기가 되었다. 후스 전쟁은 제1차 투척사건 직후 시작되어 1436년까지 지속되었다.

## 제2차 투척사건

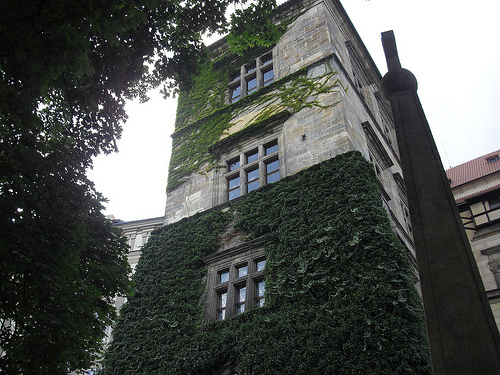
이 건물 꼭대기 층 창문이 문제의 투척이 일어난 창문이다. 건물 옆에 기념물이 세워져 있음도 주목.

1555년, 아우크스부르크 화의의 결과 신성로마제국은 각 제후들이 자기 영지의 종교를 결정할 수 있다는 원칙을 확립했다. 보헤미아 왕국은 1526년 이래로 합스부르크가의 국왕들이 즉위해 왔는데, 이들은 가톨릭이었지만 프로테스탄트가 대부분인 보헤미아인들에게 가톨릭 신앙을 강요하지는 않았다. 1609년, 그전까지 종교의 자유를 나름 보장해 주었던 신성로마황제 겸 보헤미아 국왕 루돌프 2세가 합스부르크가의 친족들에게 통치부적합자로 여겨져 축출되고, 그 남동생 마티아스가 합스부르크가의 가주로 세워졌다. 마티아스는 헝가리부터 시작하여 루돌프의 영지를 잠식해나가기 시작했다. 보헤미아에 대한 지배권을 유지하기 위한 목적으로 루돌프는 보헤미아 개신교도들의 권리를 거의 자유롭게 풀어주는 신앙자유칙서를 발표했다. 1614년, 허수아비로 전락한 루돌프가 죽고 마티아스가 보헤미아 국왕위를 계승했다. 마티아스는 보헤미아 프로테스탄트들에게 더 많은 양보를 해 주었고, 이는 대부분 당시 재상역을 맡고 있던 멜키오르 클레즐 주교의 자문에 따른 것이었다.
분쟁의 소지는 두 가지 측면에서 예견되었다. 마티아스는 늙도록 자식이 없었기에 사촌 슈티리아 대공 페르디난트를 후계자로 지명했고, 페르디난트 2세는 1617년 보헤미아 국왕으로 선출되었다.페르디난트 2세는 예수회에 교육받은 열광적인 가톨릭교도로 반종교개혁의 지지자였으며, 보헤미아인들의 종교적·정치적 자유를 보장해 줄 만한 인물로는 보이지 않았다. 보헤미아의 개신교도들은 신앙자유칙서의 범위가 귀족령이나 자치도시에만 국한되는 것이 아니라 국왕 직할령에도 적용되는 것이라 해석했기에 반항했다. 마티아스와 클레즐은 그들을 달래줄 의향이 있었지만 페르디난트는 아니었다. 1618년, 페르디난트는 마티아스에게 국왕 직할령의 개신교 교회 건설을 중단시키도록 강요했다. 보헤미아인들이 이 명령에 항의하자 페르디난트는 그들의 집회를 해산시키는 것으로 맞섰다.
1618년 5월 23일 오전 8시 30분, 로마 가톨릭 섭정관 4명(야로슬라브 보리타 즈 마르티니츠 백작, 빌렘 슬라바타 즈 츨룸 백작, 프라하 시장 아담 2세 폰 슈테른베르크, 대수도원장 마티아스 레오폴트 포펠 롭코비츠)이 보헤미아 수상부에 도착했다. 한편 앞서 집회를 해산당했던 개신교도들이 따로 모여들기 시작하여 같은 날 오전 9시 정각 수상부 청사로 쳐들어갔다. 개신교도측의 모임 주동자는 진드리히 마타야스 트런 백작이었다. 트런 백작은 카를슈타트 성주 직위에서 면직당한 상태였다. 개신교 영주들의 안건은 국왕 직할령의 교회 건설을 중단시키도록 마티아스 황제를 충동질한 것이 누구냐는 것이었고, 4명의 섭정관이 그 범인이 아니냐는 의혹이 제기되었다.
섭정관들은 자기들의 상관인 아담 폰 발트슈타인을 만날 수 있게 자리를 주선해 주겠다고 했다. 발트슈타인을 만나 개신교도들의 불만을 이야기하면 다음 주 금요일(예수 승천일 전야)까지 그 대답을 들을 수 있으리라 했지만, 발트슈타인은 당시 현장에 없었고, 프로테스탄트들은 즉각적인 답변을 요구했다. 프로테스탄트들은 4명의 섭정관들 중 슈테른베르크 시장과 롭코비츠 대수도원장은 너무 신앙심이 깊은 사람들이라 책임이 없을 것이라고 결론내리고 방에서 내보냈다. 방에 남은 가톨릭교도 측 인물은 마르티니츠 백작(트런 백작의 후임으로 카를슈타트 성주직을 차지한 상태였다)과 츨룸 백작, 그리고 섭정관들의 비서관인 필리프 파브리키우스 세 사람이었다. 이상 세 사람은 자기들이 문제의 책임자가 맞다고 인정하고, 개신교 신자들이 어떤 짓을 꾸미고 있던 간에 달게 받아들이겠다고 나섰다.
트런 백작이 마르티니츠 백작과 츨룸 백작 쪽으로 돌아서서 말했다.
“너희들은 우리와 우리 신앙의 적이다. 우리의 신앙자유칙서를 앗아가려 했고, 개신교도 백성들을 끔찍하게 학대했다 … 그리고 백성들에게 너희들의 신앙을 받아들이라 강요하고 받아들이지 않으면 추방시키려 획책하였다.” 그리고 개신교도들에게 돌아서서 말했다. “이 자들을 살려둔다면 우리는 자유칙서와 우리의 신앙을 잃게 될 것이다 … 저들에게서는 어떠한 정의를 얻어낼 수 없으며, 저들이 어떠한 정의를 행하리라 기대할 수도 없다.” 

그 직후 개신교도들은 두 섭정관과 비서관을 붙잡아 창문 밖으로 집어 던졌다. 하지만 3층 21미터 높이에서 떨어졌음에도 세 사람은 운 좋게 살아남았다. 가톨릭교도들은 세 사람이 천사나 성모가 은총으로 개입하여 그들을 받아냈기에 살아남았다고 주장했다. 하지만 이후 개신교도들은 세 사람이 두엄더미에 떨어졌기 때문에 살아남았다는 내용의 전단지를 돌렸다. 필리프 파브리키우스는 나중에 황제에게 귀족으로 서임받고 호헨팔 남작(Baron von Hohenfall)으로 봉해졌는데, "호헨팔"이란 "높은 데서 떨어지다"라는 뜻이다.
투척사건이 발생한 직후,보헤미아 귀족들은 '30인 집행위원회'를 구성한 후 독자적 헌법 제정 및 군대 소유도 선언했다.
개신교도들과 가톨릭 교회의 수호자인 합스부르크가는 각기 전쟁 준비에 들어갔다. 1619년 마티아스 황제가 죽자 페르디난트 2세가 신성로마황제를 겸하게 되었다. 그러자 '30인 집행위원회'는 페르디난트 2세를 보헤미아 국왕으로 인정하지 않고 개신교 군주인 영국의 제임스 1세의 사위이며 본인도 개혁교회 신자인 프리드리히 5세 폰 팔츠를 8월 26일 새 왕으로 즉위시켰다.
정당한 왕을 폐위시켰기 때문에 개신교도들은 전쟁을 위해 필수적인 국제적 지지를 모을 수 없었다. 투척사건으로 2년도 채 되지 않은 1620년 11월 8일의 백산 전투에서 페르디난트와 가톨릭교도들은 보헤미아의 지배권을 되찾았다. 이 전투가 30년 전쟁의 첫 전투로 여겨진다.
백산 전투 이후 몇 주에 걸쳐 개신교도들에 대한 약탈과 박해가 가해졌다. 이후 철학자 얀 예세니우스를 비롯한 개신교도 귀족과 시민 27명이 고문당한 끝에 구시가 광장에서 처형되었다. 그들 중 20명의 머리는 쇠꼬챙이에 꿰여 도개교 성탑 위에 효수되었다. 가톨릭교 측의 개신교에 대한 가혹한 조치는 30년 전쟁을 대규모 전쟁으로 격화시키는 촉매가 되었다.

## 제3차 투척사건?
1948년 3월 10일, 체코슬로바키아 제3공화국의 외무장관 얀 마사리크가 외무부 건물의 화장실 창문 너머 아래쪽에서 시체로 발견되었다. 공식적인 수사 결과는 투신자살이었다. 하지만 사실은 체코슬로바키아 공산당이나 소련 첩보원이 무당파로 머무르던 마사리크를 아니꼽게 여겨 암살한 것이라는 의혹이 끊이지 않았다. 때문에 마사리크의 암살설을 믿는 사람들이 이것을 "제3차 프라하 창밖 투척사건"이라고 하기도 한다.
2004년 프라하 경찰은 법의학 연구 이후 마사리크가 집어던져 타살당했다는 결론을 내렸다. 2006년에는 한 러시아 기자가 자기 모친이 마사리크를 창밖으로 집어던진 소련 정보장교가 누구인지 알고 있다고 주장했다.